# 의녀 대장금
《의녀 대장금》은 대장금의 속편격 드라마로, 대장금이 의녀가 된 이후 일대기를 다루는 작품이다.

## 같이 보기
- 장금이의 꿈 (애니메이션)
- 대장금이 보고 있다 (예능드라마)
- 대장금 (전편 사극)